# 51 النهر b
51 النهر b هو كوكب خارج المجموعة الشمسية يدور حول النجم 51 النهر في كوكبة النهر. يقع 51 النهر b على مسافة تقارب 100 سنة ضوئية عن الأرض، ويقدر عمرة بنحو 20 مليون سنة. تم الأعلان عن أكتشاف الكوكب في أغسطس 2015، ولكن تم اكتشافه في ديسمبر 2014 باستخدام أداة جيميني لتصوير الكواكب (Gemini Planet Imager) في مرصد جيميني وهو مشروع دولي يقوده معهد كافلي لفيزياء الجسيمات الفلكية وعلم الكون. وهو أول كوكب خارج المجموعة الشمسية يكتشف باستخدام هذة الأدة.

## خصائص
قبل اكتشاف هذا الكوكب، كانت كل العوالم المكتشفة سابقا بالتصوير المباشر عمالقة غازية لها كتل تعادل عدة مرات كتلة كوكب المشتري.
51 النهر b مشابة لكوكب المشتري ويقدر العلماء كتلة بنحو ضعف كتلة كوكب المشتري، ولة ثاني أقوى بصمة ميثان لكوكب خارج المجموعة الشمسية، بعد GJ504b . بصمة الميثان هذة، إلى جانب سطوعة المنخض ينبغي أن تقدم أدلة إضافية على كيفية تشكل هذا الكوكب. متوسط درجة حرارة الكوكب 700 كلفن أعلى بكثير من متوسط درجة حرارة المشتري المقدرة بنحو 130 كلفن. واكتشف علماء الفلك أيضا وجود الماء في طيف الكوكب. وتشير المحاكاة الحاسوبية لغلاف الكوكب الجوي إلى جو غائم جزئيا وجاذبية سطحية منخفضة.